# Jungia
Jungia é um género botânico pertencente à família Asteraceae. O termo foi, ainda, aplicado como género de espécies pertencentes à família das Myrtaceae, designadas actualmente como Baeckea.

## Espécies
- Jungia crenatifolia
- Jungia fistulosa
- Jungia glandulifera
- Jungia mitis
- Jungia ovata